# Bethany Mead
Bethany Jane Mead (Whitby, 9 maggio 1995) è una calciatrice britannica, attaccante dell'Arsenal e della nazionale inglese.

## Carriera

### Club

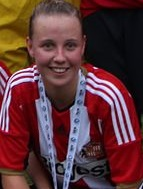
Mead durante i festeggiamenti per la promozione del in WSL 1 nel 2014.

Mead ha iniziato la sua carriera giovanile nel California Girls FC prima di entrare nel Middlesbrough F.C. Centre of Excellence all'età di 10 anni, prima di trasferirsi a 16 anni al Sunderland, allora nella FA Women's Premier League National Division. Nella sua prima stagione ha segnato 23 gol in altrettante partite e ha concluso la stagione con 29 in tutte le competizioni, seguiti da 30 gol in 28 partite nella stagione successiva e da 15 nella stagione 2014 della FA Women's Super League 2. Il Sunderland ha vinto la FA WSL 2 nel 2014 e ha ottenuto la promozione in FA Women's Super League 1 per la stagione 2015. Sebbene Mead sia diventata professionista al momento della promozione del Sunderland, ha deciso di finire l'ultimo anno di università. Nella sua prima partita al massimo livello, Mead ha segnato nell'inaspettata vittoria del Sunderland per 2-1 contro le campionesse in carica del Liverpool. Il 19 luglio 2015, Mead ha segnato una tripletta contro le leader del campionato del Chelsea, diventando la capocannoniera del campionato con otto reti. All'inizio della stessa settimana, Mead è riuscita a rimanere indenne nonostante si sia ribaltata tre volte con la sua auto mentre cercava di evitare un cervo. La settimana successiva, ha segnato una doppietta nella vittoria per 4-1 sul Bristol Academy, mandando il Sunderland in vetta alla WSL 1. Ha concluso la stagione 2015 come capocannoniere della WSL1 con 12 gol su 14 presenze.
Il 24 gennaio 2017 l'Arsenal annunciò di aver ingaggiato Mead stipulando un contratto a tempo pieno senza però renderne nota la durata. Durante la seguente sessione di calciomercato estivo il club annunciò per la stagione entrante l'arrivo dell'attaccante olandese Vivianne Miedema, la quale sotto la guida tecnica del neoarrivato Joe Montemurro ben presto occupò il ruolo di centravanti con Mead spostata a quello di ala. Di quella scelta dichiarò: "Ho giocato come n. 9 per tutta la mia carriera fino a quando sono arrivata all'Arsenal. Ero un po' infastidita dal fatto di non giocare come numero 9, perché pensavo che quella fosse la mia posizione migliore. Ma ora mi piace molto giocare come ala. Posso essere coinvolta, correre verso le persone, coinvolgere altre persone". In quella stagione la sua squadra vinse la FA WSL Cup, grazie anche alle realizzazioni nei turni a eliminazione diretta contro il suo ex club Sunderland nei quarti di finale e contro il Reading in semifinale. Mead ha concluso la stagione come migliore realizzatrice della squadra in campionato, 8 reti, ed è stata eletta giocatrice dell'Arsenal della stagione. Ciò nonostante l'Arsenal ha mancato la qualificazione all'edizione 2018-2019 della UEFA Women's Champions League. Sulla mancata qualificazione alla Champions League, Mead ha dichiarato: "È un po' frustrante, in questa stagione abbiamo avuto alcuni risultati in cui siamo scivolate ed è stata colpa nostra. Oggi abbiamo perso il controllo e il Manchester City ha meritato di finire sopra di noi"

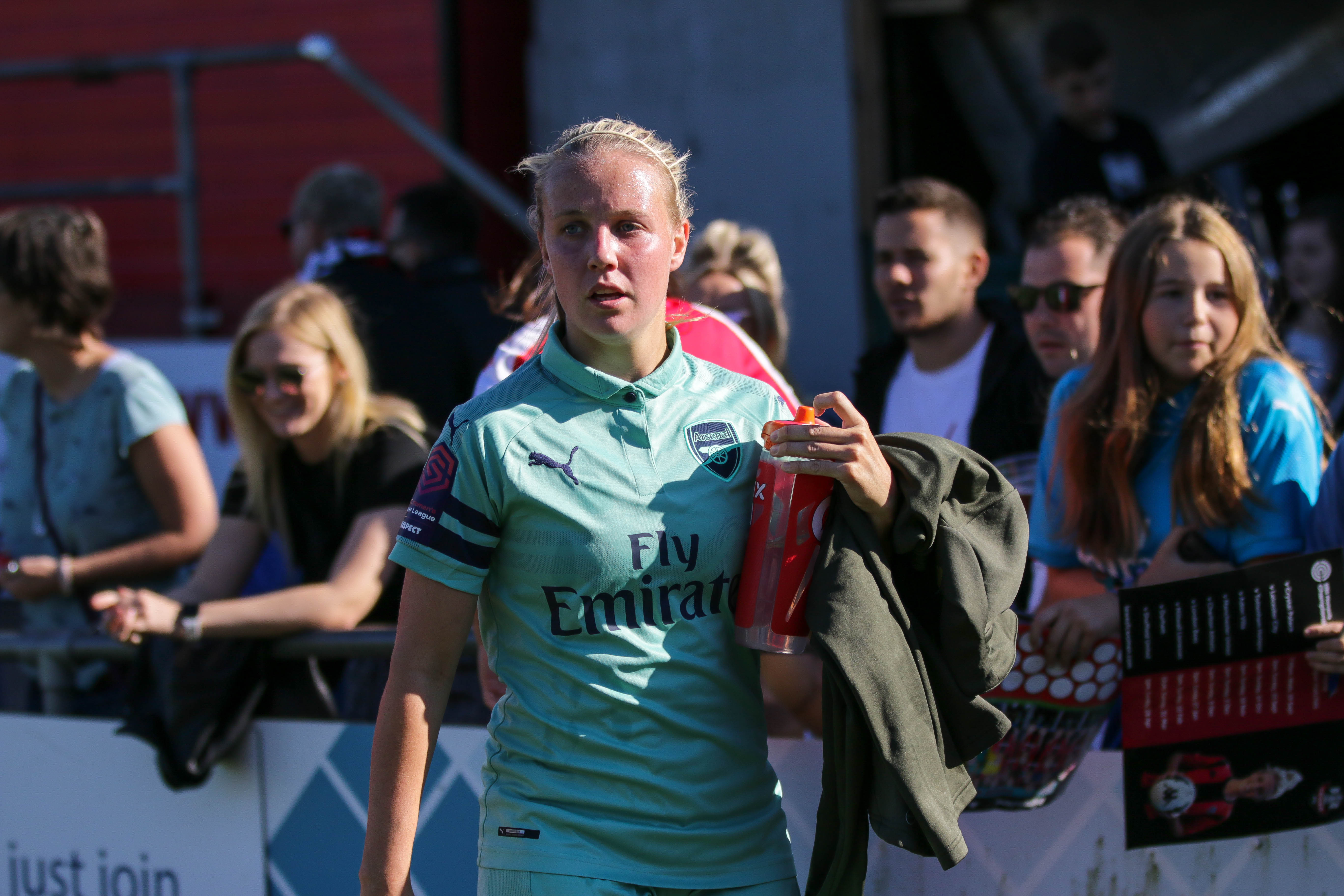
Mead con la tenuta dell' inFA Women's League Cup nel 2018.

Nella stagione 2018-2019, ancora sotto le indicazioni del tecnico Montemurro, Mead si è completamente reinventata come ala versatile e ha instaurato un buon rapporto in campo con Vivianne Miedema, capocannoniere dell'Arsenal, collaborando nove volte per andare a rete, più di qualsiasi altro duo. Ha anche battuto il record di assist (12) in una singola stagione e ha creato più occasioni di qualsiasi altra giocatrice dell'Arsenal (54). Si è classificata terza nella WSL per contributi totali al gol con 7 reti insieme ai suoi 12 assist. Mead ha inoltre coronato una stagione positiva segnando la terza rete nella vittoria dell'Arsenal per 4-0 sul Brighton & Hove il 28 aprile 2019.
Il 28 novembre 2019 Mead ha firmato un nuovo contratto a lungo termine con l'Arsenal. In quella stessa stagione il 13 febbraio 2020, dopo aver subito un infortunio durante la vittoria in campionato per 3-2 sul Liverpool, il club annuncia una settimana più tardi che si è accertato una lesione del legamento collaterale mediale, imprevisto che oltre ad obbligare l'attaccante a una lunga assenza dai campi da gioco le costa anche l'esclusione dalla rosa dell'Inghilterra per la SheBelieves Cup 2020.

### Nazionale

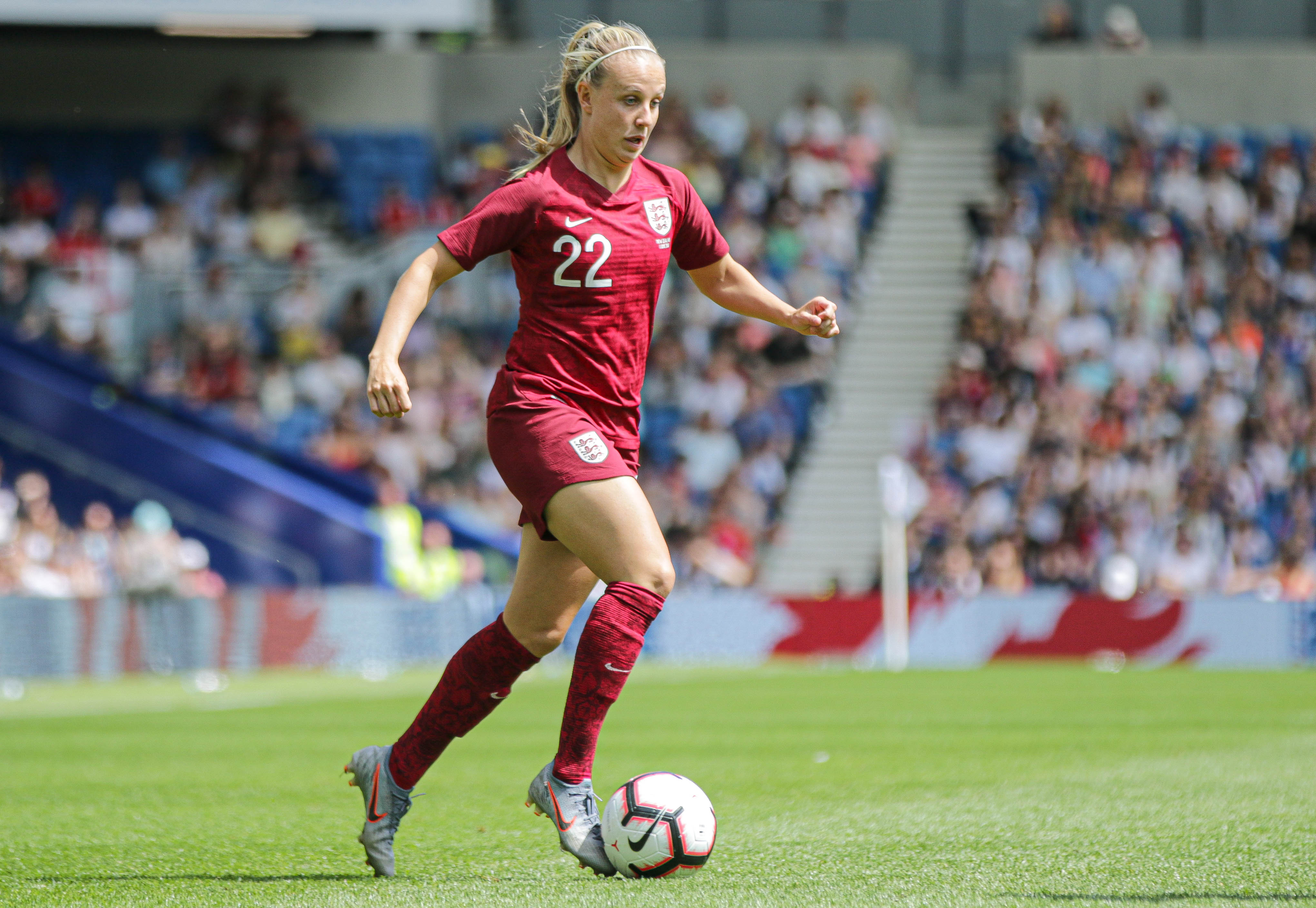
Mead con la maglia della nazionale inglese nel 2019.

Mead ha rappresentato l'Inghilterra a tutti i livelli di età, a partire dall'under 15 fino all'under 23. Con la formazione under 19 ha disputato tre campionati europei di categoria, raggiungendo la finale, poi persa 2-0 ai tempi supplementari con la Francia a quello di Galles 2013, e ha giocato tutte e tre le partite dell'under 20 della fase a gironi al Mondiale di Canada 2014, dove ha segnato un gol dalla distanza nel pareggio per 1-1 con il Messico prima di venire eliminata già alla prima fase del torneo.
Per la prima convocazione in nazionale maggiore deve attendere il 2018, chiamata dal commissario tecnico Phil Neville in occasione delle qualificazioni, nel gruppo 1 della zona UEFA, al Mondiale di Francia 2019, debuttando il 6 aprile nell'incontro pareggiato a reti inviolate con il Galles, rilevando Toni Duggan all'80'. In seguito Neville continua a concederle fiducia, impiegandola per la prima volta da titolare qualche mese più tardi, il 4 settembre, nell'ultimo incontro del girone di qualificazione, andando a rete 2 volte nella netta vittoria per 6-0 sul Kazakistan a Pavlodar.
L'anno successivo viene inserita in rosa con la squadra che affronta l'edizione 2019 della SheBelieves Cup, torneo ad invito dove segna due reti: quella che con un notevole gesto tecnico fissa il risultato nella vittoria per 2-1 sul Brasile e quella che chiude le marcature nel 3-0 inflitto al Giappone, contribuendo nella conquista del suo primo trofeo della manifestazione.

## Statistiche

### Cronologia presenze e reti in nazionale
| Cronologia completa delle presenze e delle reti in nazionale ― Inghilterra | Cronologia completa delle presenze e delle reti in nazionale ― Inghilterra | Cronologia completa delle presenze e delle reti in nazionale ― Inghilterra | Cronologia completa delle presenze e delle reti in nazionale ― Inghilterra | Cronologia completa delle presenze e delle reti in nazionale ― Inghilterra | Cronologia completa delle presenze e delle reti in nazionale ― Inghilterra | Cronologia completa delle presenze e delle reti in nazionale ― Inghilterra | Cronologia completa delle presenze e delle reti in nazionale ― Inghilterra |
| Data                                                                       | Città                                                                      | In casa                                                                    | Risultato                                                                  | Ospiti                                                                     | Competizione                                                               | Reti                                                                       | Note                                                                       |
| -------------------------------------------------------------------------- | -------------------------------------------------------------------------- | -------------------------------------------------------------------------- | -------------------------------------------------------------------------- | -------------------------------------------------------------------------- | -------------------------------------------------------------------------- | -------------------------------------------------------------------------- | -------------------------------------------------------------------------- |
| 6-4-2018                                                                   | Southampton                                                                | Inghilterra                                                                | 0 – 0                                                                      | Galles                                                                     | Qual. Mondiali 2019                                                        | -                                                                          | 80’                                                                        |
| 10-4-2018                                                                  | Zenica                                                                     | Bosnia ed Erzegovina                                                       | 0 – 2                                                                      | Inghilterra                                                                | Qual. Mondiali 2019                                                        | -                                                                          | 57’                                                                        |
| 8-6-2018                                                                   | Mosca                                                                      | Russia                                                                     | 1 – 3                                                                      | Inghilterra                                                                | Qual. Mondiali 2019                                                        | -                                                                          | 61’                                                                        |
| 4-9-2018                                                                   | Astana                                                                     | Kazakistan                                                                 | 0 – 6                                                                      | Inghilterra                                                                | Qual. Mondiali 2019                                                        | 2                                                                          |                                                                            |
| 5-4-2019                                                                   | Manchester                                                                 | Inghilterra                                                                | 0 – 1                                                                      | Canada                                                                     | Amichevole                                                                 | -                                                                          | 65’                                                                        |
| 10-4-2019                                                                  | Sheffield                                                                  | Inghilterra                                                                | 2 – 1                                                                      | Spagna                                                                     | Amichevole                                                                 | 1                                                                          | 84’                                                                        |
| 26-5-2019                                                                  | Walsall                                                                    | Inghilterra                                                                | 2 – 0                                                                      | Danimarca                                                                  | Amichevole                                                                 | 1                                                                          | 80’                                                                        |
| 1-6-2019                                                                   | Brighton                                                                   | Inghilterra                                                                | 0 – 1                                                                      | Nuova Zelanda                                                              | Amichevole                                                                 | -                                                                          | 68’                                                                        |
| 9-6-2019                                                                   | Grenoble                                                                   | Inghilterra                                                                | 2 – 1                                                                      | Scozia                                                                     | Mondiali 2019 - Fase a gironi                                              | -                                                                          | 72’                                                                        |
| 14-6-2019                                                                  | Tolosa                                                                     | Inghilterra                                                                | 1 – 0                                                                      | Argentina                                                                  | Mondiali 2019 - Fase a gironi                                              | -                                                                          | 81’                                                                        |
| 27-6-2019                                                                  | Le Havre                                                                   | Norvegia                                                                   | 0 – 3                                                                      | Inghilterra                                                                | Mondiali 2019 - Quarti di finale                                           | -                                                                          | 53’                                                                        |
| 2-7-2019                                                                   | Lione                                                                      | Inghilterra                                                                | 1 – 2                                                                      | Stati Uniti                                                                | Mondiali 2019 - Semifinale                                                 | -                                                                          | 58’                                                                        |
| 6-7-2019                                                                   | Nizza                                                                      | Inghilterra                                                                | 1 – 2                                                                      | Svezia                                                                     | Mondiali 2019 - Finale 3º posto                                            | -                                                                          | 50’                                                                        |
| 29-8-2019                                                                  | Lovanio                                                                    | Belgio                                                                     | 3 – 3                                                                      | Inghilterra                                                                | Amichevole                                                                 | 1                                                                          |                                                                            |
| 3-9-2019                                                                   | Bergen                                                                     | Norvegia                                                                   | 2 – 1                                                                      | Inghilterra                                                                | Amichevole                                                                 | -                                                                          | 84’                                                                        |
| 5-10-2019                                                                  | Middlesbrough                                                              | Inghilterra                                                                | 1 – 2                                                                      | Brasile                                                                    | Amichevole                                                                 | -                                                                          |                                                                            |
| 8-10-2019                                                                  | Setúbal                                                                    | Portogallo                                                                 | 0 – 1                                                                      | Inghilterra                                                                | Amichevole                                                                 | 1                                                                          | 86’                                                                        |
| 8-11-2019                                                                  | Londra                                                                     | Inghilterra                                                                | 1 – 2                                                                      | Germania                                                                   | Amichevole                                                                 | -                                                                          | 72’                                                                        |
| 12-11-2019                                                                 | Praga                                                                      | Rep. Ceca                                                                  | 2 – 3                                                                      | Inghilterra                                                                | Amichevole                                                                 | 1                                                                          |                                                                            |
| 9-4-2021                                                                   | Caen                                                                       | Francia                                                                    | 3 – 1                                                                      | Inghilterra                                                                | Amichevole                                                                 | -                                                                          | 17’ 63’                                                                    |
| 17-9-2021                                                                  | Southampton                                                                | Inghilterra                                                                | 8 – 0                                                                      | Macedonia del Nord                                                         | Qual. Mondiali 2023                                                        | 1                                                                          |                                                                            |
| 23-10-2021                                                                 | Londra                                                                     | Inghilterra                                                                | 4 – 0                                                                      | Irlanda del Nord                                                           | Qual. Mondiali 2023                                                        | 3                                                                          | 65’                                                                        |
| 26-10-2021                                                                 | Riga                                                                       | Lettonia                                                                   | 0 – 10                                                                     | Inghilterra                                                                | Qual. Mondiali 2023                                                        | 1                                                                          |                                                                            |
| 26-11-2021                                                                 | Sunderland                                                                 | Inghilterra                                                                | 1 – 0                                                                      | Austria                                                                    | Qual. Mondiali 2023                                                        | -                                                                          | 70’                                                                        |
| 30-11-2021                                                                 | Doncaster                                                                  | Inghilterra                                                                | 20 – 0                                                                     | Lettonia                                                                   | Qual. Mondiali 2023                                                        | 3                                                                          |                                                                            |
| 8-4-2022                                                                   | Skopje                                                                     | Macedonia del Nord                                                         | 0 – 10                                                                     | Inghilterra                                                                | Qual. Mondiali 2023                                                        | 3                                                                          |                                                                            |
| 12-4-2022                                                                  | Belfast                                                                    | Irlanda del Nord                                                           | 0 – 5                                                                      | Inghilterra                                                                | Qual. Mondiali 2023                                                        | 1                                                                          | 71’                                                                        |
| 16-6-2022                                                                  | Wolverhampton                                                              | Inghilterra                                                                | 3 – 0                                                                      | Belgio                                                                     | Amichevole                                                                 | -                                                                          | 46’                                                                        |
| 24-6-2022                                                                  | Leeds                                                                      | Inghilterra                                                                | 5 – 1                                                                      | Paesi Bassi                                                                | Amichevole                                                                 | 2                                                                          | 46’                                                                        |
| 30-6-2022                                                                  | Zurigo                                                                     | Svizzera                                                                   | 0 – 4                                                                      | Inghilterra                                                                | Amichevole                                                                 | 1                                                                          | 62’                                                                        |
| 6-7-2022                                                                   | Manchester                                                                 | Inghilterra                                                                | 1 – 0                                                                      | Austria                                                                    | Euro 2022 - Fase a gironi                                                  | 1                                                                          | 64’                                                                        |
| 11-7-2022                                                                  | Brighton                                                                   | Inghilterra                                                                | 8 – 0                                                                      | Norvegia                                                                   | Euro 2022 - Fase a gironi                                                  | 3                                                                          |                                                                            |
| 15-7-2022                                                                  | Southampton                                                                | Irlanda del Nord                                                           | 0 – 5                                                                      | Inghilterra                                                                | Euro 2022 - Fase a gironi                                                  | 1                                                                          |                                                                            |
| 20-7-2022                                                                  | Brentford                                                                  | Inghilterra                                                                | 2 – 1 dts                                                                  | Spagna                                                                     | Euro 2022 - Quarti di finale                                               | -                                                                          | 58’                                                                        |
| 26-7-2022                                                                  | Sheffield                                                                  | Inghilterra                                                                | 4 – 0                                                                      | Svezia                                                                     | Euro 2022 - Semifinale                                                     | 1                                                                          | 86’                                                                        |
| 31-7-2022                                                                  | Londra                                                                     | Inghilterra                                                                | 2 – 1 dts                                                                  | Germania                                                                   | Euro 2022 - Finale                                                         | -                                                                          | 64’                                                                        |
| 3-9-2022                                                                   | Wiener Neustadt                                                            | Austria                                                                    | 0 – 2                                                                      | Inghilterra                                                                | Qual. Mondiali 2023                                                        | -                                                                          | 62’                                                                        |
| 6-9-2022                                                                   | Stoke-on-Trent                                                             | Inghilterra                                                                | 10 – 0                                                                     | Lussemburgo                                                                | Qual. Mondiali 2023                                                        | 1                                                                          | 60’                                                                        |
| 7-10-2022                                                                  | Londra                                                                     | Inghilterra                                                                | 2 – 1                                                                      | Stati Uniti                                                                | Amichevole                                                                 | -                                                                          |                                                                            |
| 11-10-2022                                                                 | Brighton                                                                   | Inghilterra                                                                | 0 – 0                                                                      | Rep. Ceca                                                                  | Amichevole                                                                 | -                                                                          | 46’                                                                        |
| 1-12-2023                                                                  | Londra                                                                     | Inghilterra                                                                | 3 – 2                                                                      | Paesi Bassi                                                                | UEFA Women's Nations League 2023-2024 - 1º turno                           | -                                                                          | 46’                                                                        |
| 5-12-2023                                                                  | Glasgow                                                                    | Scozia                                                                     | 0 – 6                                                                      | Inghilterra                                                                | UEFA Women's Nations League 2023-2024 - 1º turno                           | 1                                                                          | 65’                                                                        |
| 23-2-2024                                                                  | Manchester                                                                 | Inghilterra                                                                | 7 – 2                                                                      | Austria                                                                    | Amichevole                                                                 | 2                                                                          |                                                                            |
| 25-10-2024                                                                 | Londra                                                                     | Inghilterra                                                                | 3 – 4                                                                      | Germania                                                                   | Amichevole                                                                 | 1                                                                          | 81’                                                                        |
| 29-10-2024                                                                 | Coventry                                                                   | Inghilterra                                                                | 2 – 1                                                                      | Sudafrica                                                                  | Amichevole                                                                 | -                                                                          | 72’                                                                        |
| 30-11-2024                                                                 | Londra                                                                     | Inghilterra                                                                | 0 – 0                                                                      | Stati Uniti                                                                | Amichevole                                                                 | -                                                                          |                                                                            |
| 3-12-2024                                                                  | Sheffield                                                                  | Inghilterra                                                                | 1 – 0                                                                      | Svizzera                                                                   | Amichevole                                                                 | -                                                                          | 63’                                                                        |
| 5-4-2025                                                                   | Bristol                                                                    | Inghilterra                                                                | 5 – 0                                                                      | Belgio                                                                     | UEFA Women's Nations League 2025 - 1º turno                                | 1                                                                          |                                                                            |
| 8-4-2025                                                                   | Genk                                                                       | Belgio                                                                     | 3 – 2                                                                      | Inghilterra                                                                | UEFA Women's Nations League 2025 - 1º turno                                | 1                                                                          |                                                                            |
| 30-5-2025                                                                  | Londra                                                                     | Inghilterra                                                                | 6 – 0                                                                      | Portogallo                                                                 | UEFA Women's Nations League 2025 - 1º turno                                | 1                                                                          |                                                                            |
| 3-6-2025                                                                   | Barcellona                                                                 | Spagna                                                                     | 2 – 1                                                                      | Inghilterra                                                                | UEFA Women's Nations League 2025 - 1º turno                                | -                                                                          | 56’                                                                        |
| 29-6-2025                                                                  | Leicester                                                                  | Inghilterra                                                                | 7 – 0                                                                      | Giamaica                                                                   | Amichevole                                                                 | 1                                                                          |                                                                            |
| 5-7-2025                                                                   | Zurigo                                                                     | Francia                                                                    | 2 – 1                                                                      | Inghilterra                                                                | Euro 2025 - 1º turno                                                       | -                                                                          | 60’                                                                        |
| 9-7-2025                                                                   | Zurigo                                                                     | Inghilterra                                                                | 4 – 0                                                                      | Paesi Bassi                                                                | Euro 2025 - 1° turno                                                       | -                                                                          | 75’                                                                        |
| 13-7-2025                                                                  | San Gallo                                                                  | Inghilterra                                                                | 6 – 1                                                                      | Galles                                                                     | Euro 2025 - 1° turno                                                       | 1                                                                          | 46’                                                                        |
| 17-7-2025                                                                  | Zurigo                                                                     | Svezia                                                                     | 2 – 2 dts (2 - 3 dtr)                                                      | Inghilterra                                                                | Euro 2025 - Quarti di finale                                               | -                                                                          | 70’                                                                        |
| 22-7-2025                                                                  | Ginevra                                                                    | Inghilterra                                                                | 2 – 1 dts                                                                  | Italia                                                                     | Euro 2025 - Semifinale                                                     | -                                                                          | 46’                                                                        |
| 27-7-2025                                                                  | Basilea                                                                    | Inghilterra                                                                | 1 – 1 dts (3 - 1 dtr)                                                      | Spagna                                                                     | Euro 2025 - Finale                                                         | -                                                                          | 87’                                                                        |
| Totale                                                                     |                                                                            | Presenze                                                                   | 67                                                                         |                                                                            | Reti                                                                       | 38                                                                         |                                                                            |

## Palmarès

### Club

#### Competizioni nazionali
- Campionato inglese: 1

Arsenal: 2018-2019
- Campionato inglese di seconda divisione: 1

Sunderland: 2014
- FA Women's League Cup: 3

Arsenal: 2017-2018, 2022-2023, 2023-2024

#### Competizioni internazionali
- UEFA Women's Champions League: 1

Arsenal: 2024-2025

### Nazionale
- SheBelieves Cup: 1

2019
- Arnold Clark Cup: 1

2022
- Campionato d'Europa: 2

2022, 2025

### Individuale
- Miglior marcatrice del Campionato d'Europa: 1

2022 (6 reti)
- Miglior giocatrice del Campionato d'Europa: 1

2022